# Adolf Wiklund

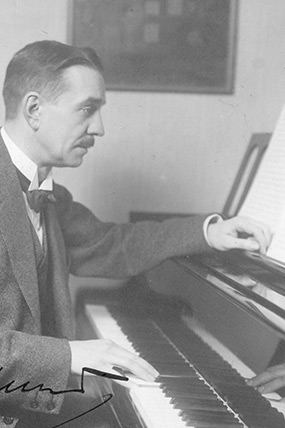
Adolf Wiklund (1920)

Adolf Wiklund (* 5. Juni 1879 in Långserud (Värmland); † 3. April 1950 in Stockholm) war ein schwedischer Komponist, Dirigent und Pianist.

## Leben
Adolf Wiklund, der Sohn eines Organisten, studierte von 1896 bis 1901 an der Musikhochschule Stockholm, danach Klavier bei Richard Andersson sowie Kontrapunkt und Komposition bei Johan Lindegren. Anschließend verließ er für fast 10 Jahre Schweden, um unter anderem in Paris – ermöglicht durch ein Jenny-Lind-Stipendium – weitere Studien zu betreiben. Dort war er 1903/04 als Organist der schwedischen Kirche tätig. In Berlin erhielt er Klavierunterricht von James Kwast. Nach dirigentischen Anfängen als Assistent am Karlsruher Hoftheater (1906) wirkte er ab 1908 in Berlin unter anderem als Repetitor an der Königlichen Oper. Ab 1911 arbeitete er wieder in Schweden und war dort bis 1924 Kapellmeister an der Oper Stockholm (ab 1923 Hofkapellmeister) und von 1924 bis 1938 Zweiter Dirigent des Konsertföreningens Orkester Stockholm. Als Dirigent unternahm er diverse Auslandsreisen und war zugleich ein geschätzter Pianist.

## Werk
Wiklunds verhältnismäßig schmaler Werkkatalog umfasst unter anderem eine Sinfonie (f-Moll op. 20, 1923), zwei Klavierkonzerte (e-Moll op. 10, um 1906/07; h-Moll op. 17, 1917) und die Sinfonische Dichtung Sommarnatt och soluppgång (Sommernacht und Sonnenaufgang) op. 19 (1918), weiterhin Solokompositionen für Klavier und eine Violinsonate. In seiner Musik sind spätromantische, zuweilen auch impressionistische Einflüsse erkennbar. Die beiden Klavierkonzerte, die als wesentliche schwedische Beiträge zu dieser Gattung gelten, verweisen auf Brahms und den schwedischen Komponistenkollegen Wilhelm Stenhammar.